# Reaktion (Marketing)
Reaktion oder Response bedeutet im Direktmarketing das Verhältnis zwischen erhaltenen Reaktionen (Bestellungen, Anfragen) und ausgesendeten Exemplaren einer Werbemaßnahme. Dabei müssen Reaktionen abgezogen werden, die zwar durch die Werbemaßnahme ausgelöst wurden, die sich aber nicht auf das beworbene Produkt, sondern z. B. auf ein anderes Produkt, eine Nachfrage zu einem getätigten Kauf oder sonstige reaktionsfremde Aktionen beziehen. Die Response ist ein früher, aber nicht endgültiger Indikator für den Erfolg einer Aktion.
Beispiel: Eine Mailing-Aktion an 50.000 Adressen erbringt 1.000 zurückgesendete Bestellscheine. Die Response beträgt dann 2 %.
Ob sich eine Werbemaßnahme rechnet oder ein älteres Konzept schlägt, ergibt sich letztlich aus dem anvisierten Werbeziel der Aktion und dem Deckungsbeitrag. Dieser lässt sich sehr gut aus der Response, dem durchschnittlichen Auftragswert und der Verteilung des Posteingangs hochrechnen. Die Response ist in der Regel in den ersten Tagen sehr hoch, erreicht ihren Höhepunkt nach wenigen Tagen und fällt dann kontinuierlich ab. Je nach Produkt und Firma haben die Responsekurven einen unterschiedlichen Verlauf.
Die Höhe der Response hängt dabei von vielen Faktoren ab, wie z. B. der Adressqualität beim Mailing, der Attraktivität des Produkts, dem Preis des Angebots, der Auflage der Werbemaßnahme, dem Zeitpunkt der Streuung usw. Nach Informationen des Deutschen Dialogmarketing Verbands (DDV) kann die Response demnach sehr stark schwanken und zwischen 0,1 und 45 % liegen. Bereits Quoten unterhalb von 0,1 % können jedoch für Unternehmen wirtschaftlich sein.
Hohe Response kann besonders erzielt werden, wenn das beworbene Produkt ein Alleinstellungsmerkmal aufweist, durch das sich das Produkt von den anderen im Markt positiv abhebt.